# إيفان كارلوس فرانكا كويلو
إيفان كارلوس  فرانكا كويلو (ولد في 6 كانون الأول / ديسمبر 1989) هو لاعب كرة قدم  برازيلي يلعب في مركز الهجوم في نادي برسيجا جاكارتا الإندونيسي في الدوري 1 (إندونيسيا).

## وصلات خارجية
- إيفان كارلوس فرانكا كويلو على موقع Soccerway.com (الإنجليزية)
- إيفان كارلوس فرانكا كويلو في Sambafoot